# أديب فرهادي
أديب فرهادي (ولد سنة 1972) أستاذ مساعد في جامعة جنوب فلوريدا ومنسق لبرنامج التعليم التنفيذي في الجامعة. وهو نائب وزير التجارة السابق في أفغانستان.

## حياته
ولد في كابول في أفغانستان، ونشأ في جرينفيل بولاية نورث كارولينا، حيث التحق بمدرسة روز الثانوية. حصل على درجة البكالوريوس من جامعة إيست كارولينا عام 1994، وعلى درجة الماجستير عام 1996، وشهادة الدكتوراه في الاقتصاد من جامعة كانبيرا في عام 2014. 
أكمل أطروحة دكتوراه بعنوان «تحقيق الاستقرار من أجل النمو الاقتصادي المستدام في الدول الهشة: حالة لاستراتيجية طريق الحرير للتكامل الاقتصادي الإقليمي القائمة على التجارة» تحت إشراف البروفيسور مارك إيفانز. أكمل زمالة ما بعد الدكتوراه في جامعة كانبيرا في معهد الحوكمة وتحليل السياسات.